# Stak (datastruktur)
 For alternative betydninger, se Stak. (Se også artikler, som begynder med Stak)
En stak er i datalogi en datastruktur, hvor dataelementerne er placeret (i det mindste logisk, om ikke faktisk) oven på hinanden. Det er kun det øverste element, der er tilgængeligt; det vil f.eks. sige det nyest placeret på stakken. Et tilgængeligt dataelement kan fjernes, hvorefter det næstnyeste element på stakken bliver det tilgængelige element. 
Stakken kan ses analogt til f.eks. en stak datalogibøger, hvor man normalt kun har adgang til den øverste bog (tyngden af de enkelte bøger gør det umuligt at håndtere flere bøger på en gang).
Den bygger på princippet først-ind-sidst-ud. Er i modsætning til en kø, der er først-ind-først-ud.
Der er tre grundlæggende:
- Push: Læg et nyt element på stakken
- Pop: Læs og fjern det øverste element fra stakken
- Peek: Læs det øverste element på stakken

De engelske navne for operationerne er de mest gængse.

## Implementering i en liste
Det er enkelt at implementere en stak i en liste.
- Push: Indsæt et element først i listen
- Pop: Fjern første element i listen
- Peek: Læs første element i listen og lad det blive i listen

Bemærk, at det ikke er nødvendigt, at gennemlæse elementerne i listen. Det betyder, at operationerne kan udføres i konstant tid uanset stakken størrelse.

## Implementering i en tabel
Hvis stakken skal implementeres i en tabel, kan det ske på denne måde:
En variabel i indeholder nummeret på det første frie indeks. Som udgangspunkt er i nul. I de fleste programmeringssprog indekseres fra nul.
- Push: Elementet tabel[i] sættes lig det nye dataelement og i forøges med 1.
- Pop: Hvis i er nul er stakken allerede tom ellers trækkes 1 fra i.
- Peek: Hvis i er forskellig fra nul så læs elementet tabel[i-1].

Elementerne slettes ikke fysisk ved pop. Indekset fortæller blot at stakken er lavere.